# Estilo Restauración (Inglaterra)

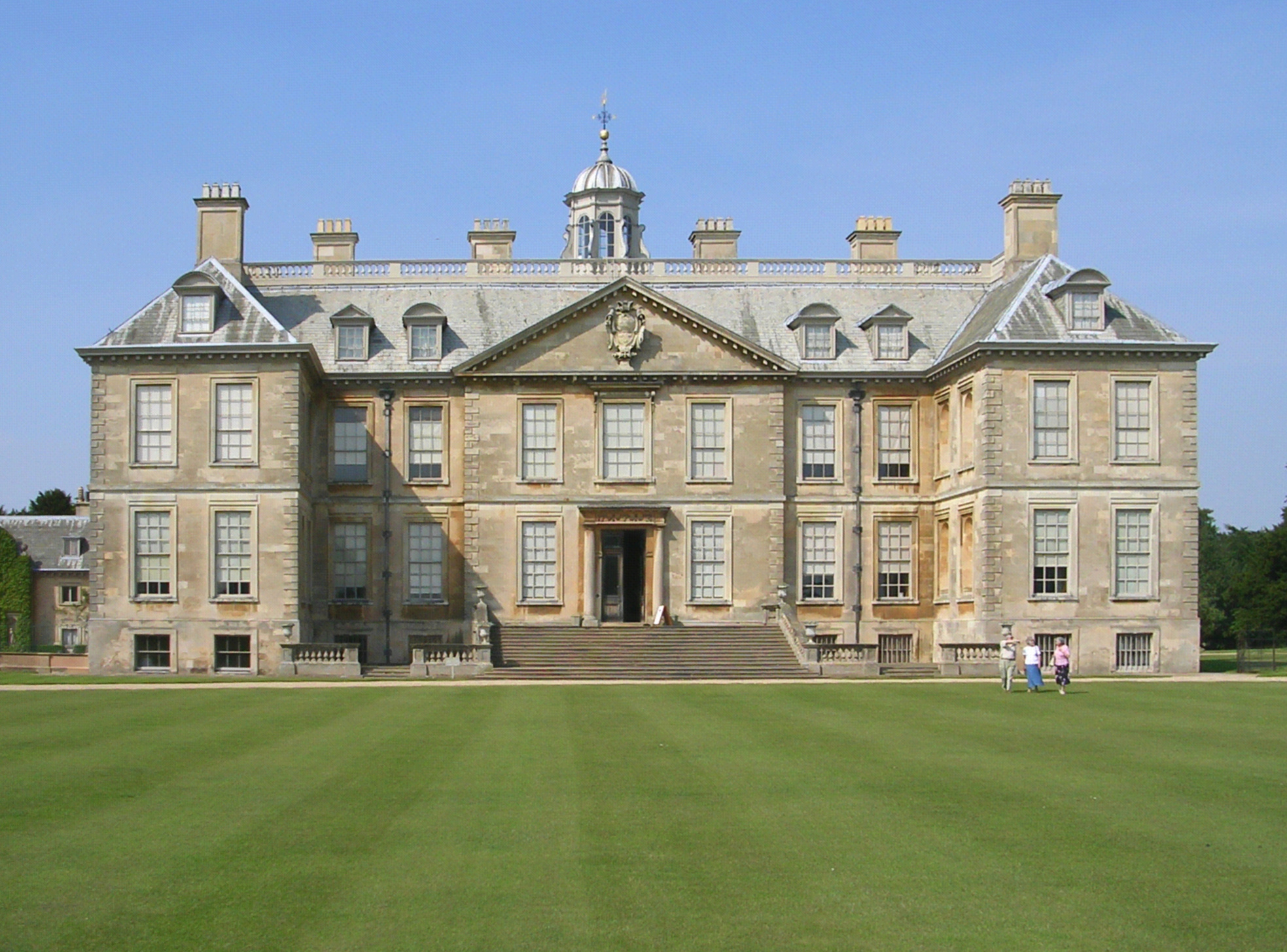
Belton House, un ejemplo de arquitectura carolina.

El estilo Restauración, también conocido como estilo carolino (del latín Carolus (Carlos), se refiere a las artes decorativas populares en Inglaterra desde la Restauración de la monarquía en 1660 a finales de los años 1680 por el rey Carlos II (reinó 1660 – 1685).
Al regreso del rey y su corte del exilio en el Continente llevó al reemplazo de la severidad puritana del estilo cromwelliano con un gusto por la magnificencia y la opulencia y la introducción de las influencias artísticas neerlandesas y francesas. Esto se hace evidente en el mobiliario en el uso de marquetería floral, nogal en lugar de roble, soportes y patas retorcidas, barnices exóticos, asientos y respaldos de mimbre en las sillas, suntuosas tapicerías con terciopelo y asientos de bambú, así como las bases esculpidas y ornamentadas en dorado. 
La plata de la Restauración está caracterizada por motivos en relieve de tulipanes y hojas y frutas naturalísticas. Se introdujeron nuevos tipos de muebles.
El creciente poder de la Compañía Británica de las Indias Orientales produjo un alza de las importaciones de productos exóticos como la porcelana china y japonesa, así como el té, los barnices y tejidos de chintz de la India. Esto llevó a una moda por las chinoiseries, que se refleja en laca de imitación japonesa, decoración en azul y blanco sobre la cerámica, escenas de figuras y paisajes al estilo chino sobre la plata y nuevas formas de usar la plata, como las teteras, así como cortinajes y otra ropa de cama colorida al estilo indio.
En esta época se produjo un auge de la industria del cristal británico, después de la invención del cristal de plomo por George Ravenscroft alrededor de 1676, y la manufactura de cerámica con técnica de "engobe" por Thomas Toft. 
Después del ascenso al trono de Guillermo III y María II en 1689, el estilo de la Restauración fue sustituido por el estilo Guillermo y María.